# Bondariwka (hromada Owrucz)
Bondariwka (ukr. Бондарівка) – wieś na Ukrainie, w obwodzie żytomierskim, w rejonie korosteńskim, w hromadzie Owrucz. W 2001 liczyła 227 mieszkańców, spośród których 218 wskazało jako ojczysty język ukraiński, 4 rosyjski, a 5 mołdawski.